# Ecma International
ECMA (англ. European Computer Manufacturers Association) — некомерційна асоціація європейських виробників комп'ютерів, створена в 1961 році і розташована в Женеві. Займається розробкою стандартів для інформаційних і комунікаційних систем.
Заявлені цілі діяльності асоціації:
- Створювати (у співпраці з організаціями аналогічної спрямованості, але локального масштабу) стандарти і технічні звіти в порядку підтримки і стандартизації використання інформаційних і мережевих систем.
- Заохочувати правильне використання стандартів шляхом впливу на контекст їх вживання.
- Публікувати стандарти і технічні звіти в електронному і паперовому вигляді. Розповсюдження документів повинне бути безоплатне і необмежене.

## Популярні стандарти
- ECMA-99 5¼-дюймові 1.2-мегабайтні гнучкі диски (також ISO 8630)
- ECMA-100 3½-дюймові гнучкі диски (також ISO 8660)
- ECMA-107 файлова система File Allocation Table (FAT)
- ECMA-262 [Архівовано 30 грудня 2015 у Wayback Machine.] — ECMAScript
- ECMA-334 C# Language Specification, 3rd edition (June 2005) [Архівовано 31 жовтня 2010 у Wayback Machine.] — мова C-Sharp
- ECMA-367 [Архівовано 16 червня 2008 у Wayback Machine.] — мова Eiffel
- ECMA-372 реалізація C++/CLI
- ECMA-376 [Архівовано 14 липня 2017 у Wayback Machine.] — Office Open XML